# Litsea leefeana
Litsea leefeana là loài thực vật có hoa trong họ Nguyệt quế. Loài này được (F. Muell.) Merr. miêu tả khoa học đầu tiên năm 1919.